# Peter Wüthrich
Peter Wüthrich (* 18. September 1962 in Bern) ist ein Schweizer Künstler.

## Leben
Peter Wüthrich absolvierte eine Lehre als Grafiker bei Kurt Wirth in Bern. Er ist Gründungsmitglied der Gruppe «Projekt Querschnitt», die von 1986 bis 1992 als Kollektiv eine internationale Ausstellungstätigkeit anstrebte. Sein eigentliches Kunstschaffen setzte 1991 ein, als er mit Büchern aus dem Brockenhaus erste Installationen schuf. Seit 1992 widmet er sich ausschliesslich dem Motiv des Buches, das er als hauptsächlichen Werkstoff verwendet.
Wüthrich lebt in Interlaken.

## Werk
Wüthrichs Werk zeigt durch die Beschränkung auf das Buch eine auffallende Stringenz. Ausgangspunkt ist seine Feststellung, dass die Buchdeckel von Leinenbänden eine ähnliche Wirkung erzeugen wie monochrom bemalte Leinwände. Er setzt Bücher zu farbigen Mosaiken, Teppichen oder Friesen zusammen. Da der Inhalt der Bücher zumeist verborgen bleibt, ist sein Schaffen primär formal-ästhetisch ausgerichtet. Es zeigt eine gewisse Nähe zur Minimal Art. Der Künstler bedient sich seiner obsessiv zusammengetragenen Büchersammlung wie eines Baukastens. Aus dreidimensionalen Buchkörpern werden Flächen, aus den Flächen von Buchumschlägen papierene Falter, die er wie Schmetterlingssammlungen in Glaskästen präsentiert.
Hat Wüthrich zu Beginn seines Schaffens das Material Buch oft als Readymade benutzt, griff er später auch mit der Schere ein. In der Serie Les Fleurs du Mal (2020) klebte er einzelne Druckzeilen aus dem gleichnamigen Buch von Charles Baudelaire auf die weissen Innenseiten von Buchdeckeln. Kontinuität und Ganzheit treten in seinem Langzeitprojekt The Angels of the World auf, das 2001 in Los Angeles begann. Dabei bittet er zufällige Passanten an wechselnden Orten, sich ein offenes Buch an zwei Elastikbändern auf den Rücken zu binden, um so als Engel zu erscheinen.

## Werke in öffentlichen Sammlungen
Bern, Schweizerische Landesbibliothek, Graphische Sammlung; Kunstmuseum Bremerhaven; Berlin, Deutscher Bundestag, Installation 600 Bücher für 600 ParlamentarierInnen (2012); Duisburg, Wilhelm Lehmbruck Museum; Mexiko-Stadt, Biblioteca Vasconcelos, Installation Los Amigos (2006); Paris, Espace d’art contemporain HEC; Santiago de Compostela, Centro Galego de Arte Contemporánea; Kunstmuseum Solothurn; Thessaloniki, Macedonian Museum of Contemporary Art; Thun, Kunstmuseum Thun; Trento, Museo di Arte Moderna e Contemporanea.

## Ausstellungen

### Einzelausstellungen (Auswahl)
- 2025: Les mots. Galerie Kornfeld, Bern
- 2021: Literary pharmacy & two books. Noire Gallery, Turin
- 2021: Von bösen Blumen. Galerie Gisèle Linder, Basel
- 2020: Literary Ghost. Galerie Bernhard Bischoff & Partner, Bern
- 2019: Odyssee. Helvetia Art Foyer, Basel
- 2018: Echo der Welt. Susan Boutwell Gallery, München
- 1999/2000: Hard Love. Kunstverein Freiburg im Marienbad, Kunstmuseum Solothurn, Kunstverein Bremerhaven

### Gruppenausstellungen (Auswahl)
- 2014/2015: Unikat – Unicum. Künstlerbücher aus der Graphischen Sammlung der Schweizerischen Nationalbibliothek, Bern, Schweizerische Nationalbibliothek. Graphische Sammlung, 21. November – 28. Februar
- 2012: Holzwege. Sentieri erranti. Arte svizzera dalla collezione della Mobiliare, Lugano, Museo Cantonale d’Arte, 26. Mai – 19. August
- 2008: Von der Kunst Sträusse zu binden, Solothurn, Kunstmuseum Solothurn, 5. April – 1. Juni
- 1991: Querschnitt: mit Franziska Maria Beck, Edy Fink, Stefan Haenni, Daniel Hausig, Erich Oetterli, Lorenz Spring, Dominik Stauch. Erfurt. Galerie am Fischmarkt